# Propargilaldehid
A propargilaldehid (propinal) a legegyszerűbb, alkin és aldehid funkciót is tartalmazó szerves vegyület, képlete HC2CHO. Színtelen, robbanásra képes folyadék.

## Reakciói
Az elektrofil alkinilaldehidektől várható reakciókat adja. Dienofil és jó Michael-akceptor. A Grignard-reagensek a karbonil szénre addícionálnak.

## Előfordulása a csillagközi anyagban
Jelenlétét kimutatták a csillagközi anyagban. A feltételezések szerint szén-monoxid-acetilén komplexből keletkezik, másik lehetőségnek a propinilidin (C3H) vízzel történő reakcióját tartják.

## Veszélyei
Feltehetően a polimerizációra való hajlama miatt robbanékony vegyület.

## Fordítás
Ez a szócikk részben vagy egészben  a   Propynal című angol Wikipédia-szócikk ezen változatának fordításán alapul.  Az eredeti cikk szerkesztőit annak laptörténete sorolja fel. Ez a jelzés csupán a megfogalmazás eredetét és a szerzői jogokat jelzi, nem szolgál a cikkben szereplő információk forrásmegjelöléseként.